# Ruské vejce
Ruské vejce je pokrm studené kuchyně, jehož základem je natvrdo vařené vejce. Může jít (např. v německé kuchyni) o předkrm – jednohubky tvořené plněnými polovinami vajec. V Česku se tak obvykle označuje obložené vejce, kde oblohu tvoří salát a další potraviny.
Česká varianta ruského vejce se obvykle skládá z vejce uvařeného natvrdo, kyselé okurky, Vlašského salátu, zeleného hrášku, červené papriky a šunky, případně dalších surovin. Někdy se také přidává želatina, a pak se jedná o ruské vejce v aspiku. 

## Název

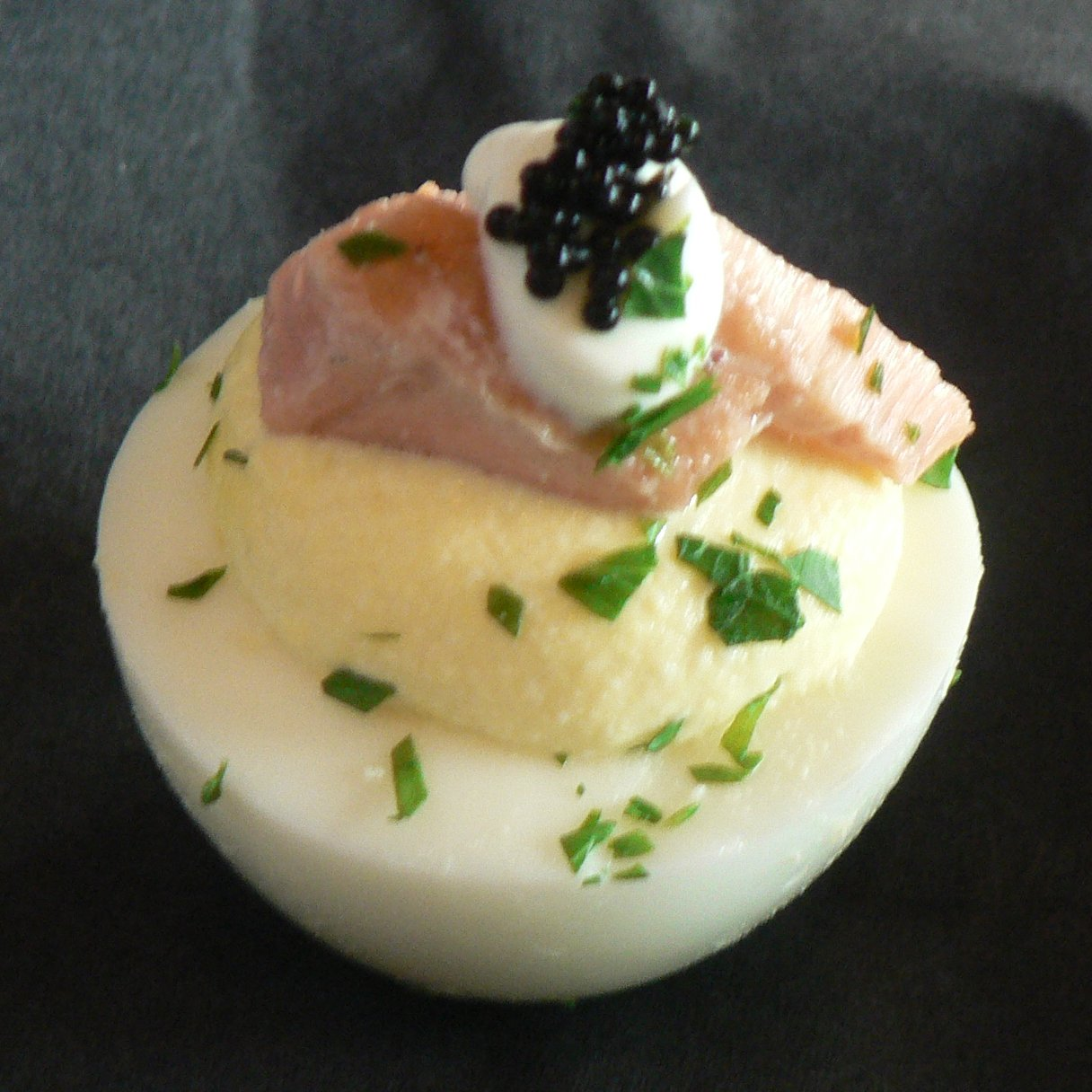
Ruské vejce – chuťovka s kaviárem

Název českého pokrmu snad souvisí s vlašským salátem, který je častým doplňkem ruského vejce. Italové, jinak nazývaní Vlachové, údajně kdysi připravili vlašský salát s vejcem pro hosty z Ruska. Jiné zdroje uvádějí, že autorem pokrmu i názvu jsou provozní automatu Koruna v Praze Josef Hliňák a šéfkuchař Jiří Tučner, a pokrm vznikl někdy v 50. letech 20. století. Název ruské byl zvolen kvůli usnadnění schvalovacího řízení.
Název chuťovek podle některých zdrojů pochází od kaviáru, který se při přípravě používal. Do francouzské kuchyně uvedl vejce nadívaná omáčkou na ruský způsob podávané jako studený předkrm v roce 1872 Urbain Dubois ve své mezinárodní kuchařce. Nadívané vejce (œuf farci) je obecně plněné vejce, výrazem œuf à la russe se rozumí plněné vejce podávané za studena „na způsob ruské kuchyně“.

## Ruské vejce v kultuře
Ve filmu Kolja říká František Louka (Zdeněk Svěrák) malému Koljovi (Andrej Chalimon): „Podívej, co jsem ti koupil – ruský vejce!“ Tento pokrm dostal Kolja k večeři.